# 川本竜史
川本 竜史（かわもと りゅうじ、1973年5月11日 - ）は、日本の体育学者。大東文化大学教授。専門はスポーツバイオメカニクス。

## 略歴
大阪府出身。大阪府立茨木高等学校、慶應義塾大学環境情報学部卒業。東京大学大学院総合文化研究科博士課程修了。学位は、博士（学術）（東京大学・2001年）。

## 学歴
- 1992年3月 大阪府立茨木高等学校 卒業
- 1996年3月 慶應義塾大学環境情報学部 卒業
- 1998年3月 東京大学大学院総合文化研究科修士課程 修了
- 2001年12月 東京大学大学院総合文化研究科博士課程 修了

## 職歴
- 1998年4月 - 1999年3月 慶應義塾大学総合政策学部 非常勤講師
- 1999年4月 - 2001年3月 慶應義塾大学総合政策学部 助手
- 2001年4月 - 2005年3月 慶應義塾大学総合政策学部 専任講師
- 2003年4月 - 2009年3月 東京大学教養学部 非常勤講師
- 2005年4月 - 2008年3月 大東文化大学スポーツ・健康科学部スポーツ科学科 講師
- 2008年4月 - 大東文化大学スポーツ・健康科学部スポーツ科学科 准教授
- 2009年4月 - 立教大学コミュニティ福祉学部 非常勤講師

## 委員歴
- 2011年4月 - 2014年3月 関東大学女子サッカー連盟 理事長
- 2012年4月 - 2014年3月 全日本大学女子サッカー連盟 副理事長
- 2014年4月 - 全日本大学女子サッカー連盟 理事長

## 著書
- 『SPSSとExcelによる「統計力」トレーニング－スポーツデータで分析力を身につける』（東京図書、2004年）
- 『1日でキックがうまくなる方法－蹴る動作改善のためのコーディネーションドリル－』（ジースポート、2005年）
- 『小・中学生のためのサッカーレベルアップ教本 サッカーテクニックバイブル スポーツ科学でうまくなる』（ベースボール・マガジン社、2006年）
- 『バイオメカニクスと動作分析の原理』（共著、ナップ、2008年）
- 『バイオメカニクスで読み解くスポーツ動作の科学』（共著、東京大学出版会、2010年）